# Perfekcyjna pani domu
Perfekcyjna pani domu – polskie reality show na brytyjskiej licencji programu The Perfect Housewife with Anthea Turner, w którym idealna gospodyni (Małgorzata Rozenek) pomaga uczestnikom uporać się z ich zaniedbanymi mieszkaniami.
Program otrzymał nominację do nagrody Telekamery 2013 w kategorii Program rozrywkowy/teleturniej.

## O programie
W każdym odcinku prowadząca Małgorzata Rozenek oferuje uczestnikom przyspieszony kurs idealnego prowadzenia domu. Przez dwa dni uczestnicy mają szansę uczyć się od ekspertki, podpatrywać, jak radzi sobie z codziennymi obowiązkami, do których należy nie tylko sprzątanie, ale też zorganizowanie przyjęcia dla gości. Zdobytą wiedzę uczestnicy sprawdzają w praktyce we własnych domach, które następnie odwiedza prowadząca program. Ten, kto poradzi sobie lepiej z uporządkowaniem domu, otrzymuje tytuł perfekcyjnej pani lub perfekcyjnego pana domu.

## Emisja
Pierwszy sezon programu był emitowany wiosną 2012 w niedziele o 10:45 na TVN Style. Z powodu wysokiej oglądalności od drugiego sezonu program został przeniesiony do głównej stacji TVN i emitowany był jesienią 2012 w każdy poniedziałek o 22:30. Drugi sezon programu odniósł duży sukces, dzięki czemu dyrekcja TVN podjęła decyzję o nakręceniu jego kolejnej serii. Trzeci sezon rozpoczął się 25 lutego 2013, a pora emisji programu nie uległa zmianie. Stacja TVN, będąc bardzo zadowolona z wyników oglądalności trzeciego sezonu programu, zaplanowała realizację jego kolejnej serii, której emisja rozpoczęła się 2 września 2013, w tym samym paśmie jak dotąd. Jesienią 2014 TVN wyemitował piąty sezon show, który był ostatnią odsłoną programu.

## Krytyka
Program był szeroko krytykowany w mediach. Przez tygodnik „Wprost” został nazwany „najbardziej ogłupiającym programem”. Show o sprzątaniu skrytykowało także wiele znanych osób ze świata show biznesu m.in.:

Robienie z kobiety kury domowej jest idiotyczne. A to przyznawanie korony Perfekcyjnej... to absolutny szczyt. Kobiety czekające na wybór pani Rozenek były tak przejęte, jakby miały się dowiedzieć, czy dostaną się na studia. Ta, która wygrywa, wygląda, jakby dostała potrójnego orgazmu.

Jest to tak ogłupiający program. Nie można wbijać w głowę kobietom, że właściwy cel życia każdej kobiety to jest wypucowany dom... żeby się lśnił, przepraszam, jak psu jaja.

Kultowa prowadząca, która z fanatycznym zaangażowaniem i z wypolerowanym błyskiem w oczach stara się nam wmówić, że najlepszym remedium na wszystkie życiowe troski jest umiejętne użycie ściery, octu i szczoteczki do zębów. PPD wygląda, jakby miała orgazm, patrząc na wkrętarkę. A kieliszki ustawia w złotej sukni. Kayah, która uleczyła białaczkę kabałą, to przy niej pikuś.

To takie proste: nie sprzątasz wanny o 2 w nocy, jesteś feministką. Nie latasz ze ścierą wszędzie i nie zawiązujesz kokardek perfekcyjnie na perfekcyjnych słoiczkach – feminizm. Takiej definicji nie słyszałam. No w szoku jestem, jako nowa feministka z zepsutym odkurzaczem (...) Ta pani i ten program powinny zniknąć z anteny. Cofają kobiety o 100 lat wstecz.

Śpiewanie i odkurzanie. Oto przyszłość telewizji. (...) To maksymalnie sztuczny i idiotyczny twór. Przychodzi kobieta do domu, w którym robi się sztuczny bałagan, żeby sztucznie go posprzątać.

Właśnie przeczytałem w szacownym tygodniku „Polityka”, że pani Małgorzata Rozenek mnie pobiła. Nie pięściami, lecz pod względem oglądalności. Wcześniej ten „news” ukazał się, jak słyszę, na portalu „Pudelek”. Teraz śladem „Pudelka” poszła „Polityka”. Autorka tekstu, pani Barbara Stolarz w tekście „Pani pobiła panów” napisała, że program perfekcyjna pani domu „wyparł z ramówki Szymona Majewskiego i przebił Lisa”. (...) Daję też najświętsze słowa honoru, że pani Małgorzata Rozenek mnie nie przebiła. Także pod względem oglądalności, choć w tekście taka „informacja” jest podana czterokrotnie. (...) Autorka nie zauważyła, że – by tak powiedzieć – „zachodzę na panią Rozenek” tylko przez 5 minut, bo mój program kończy się o 22.35, a program pani Rozenek zaczyna się o 22.30, co porównania czyni średnio sensownymi.

## Lista odcinków i oglądalność
| Seria | Sezon       | Odcinki    | Premiera serii  | Finał serii       | Pora emisji        | Średnia oglądalność |
| ----- | ----------- | ---------- | --------------- | ----------------- | ------------------ | ------------------- |
| 1.    | wiosna 2012 | 1–10 (10)  | 18 marca 2012   | 25 maja 2012      | niedziela 10:45    | 155 000             |
| 2.    | jesień 2012 | 11–22 (12) | 3 września 2012 | 19 listopada 2012 | poniedziałek 22:30 | 1 306 486           |
| 3.    | wiosna 2013 | 23–35 (13) | 25 lutego 2013  | 27 maja 2013      | poniedziałek 22:30 | 1 178 664           |
| 4.    | jesień 2013 | 36–48 (13) | 2 września 2013 | 27 listopada 2013 | poniedziałek 22:30 | 1 102 967           |
| 5.    | jesień 2014 | 49–61 (13) | 1 września 2014 | 24 listopada 2014 | poniedziałek 22:30 | 1 121 203           |